# Дједачов
Дједачов (слч. Dedačov) насељено је мјесто са административним статусом сеоске општине (слч. obec) у округу Хумење, у Прешовском крају, Словачка Република.

## Становништво
| Година:    | 1994. | 2004.   | 2014.   | 2024.   |
| ---------- | ----- | ------- | ------- | ------- |
| Број људи: | 159   | 174     | 171     | 156     |
| Разлика:   |       | +9,43 % | -1,72 % | -8,77 % |

| Година:    | 2023. | 2024. |
| ---------- | ----- | ----- |
| Број људи: | 156   | 156   |
| Разлика:   |       | +0 %  |

Према подацима о броју становника из 2024. године насеље је имало 156 становника.